# Brevicornu neofasciculatum
Brevicornu neofasciculatum är en tvåvingeart som beskrevs av Zaitzev 1995. Brevicornu neofasciculatum ingår i släktet Brevicornu och familjen svampmyggor. Inga underarter finns listade i Catalogue of Life.